# Kebab
El kebab es una amplia variedad de comidas en pinchos originarias del Medio Oriente y que posteriormente fueron adoptadas en los Balcanes, el Cáucaso y otras partes de Europa, así como en zonas del sur y centro de Asia. En general, el término kebab, sin ningún otro calificativo, es utilizado para referirse al shish kebab (en turco: "şiş kebap"), que se cocina en un pincho. Sin embargo, en Oriente Medio el nombre hace referencia a carne que es asada o cocida en rollos de carne prensada en un hornillo vertical y puede ser servido sobre platos, en dürüm o lahmacun. 
La carne tradicional del kebab es el cordero, pero dependiendo de los gustos locales y prohibiciones religiosas, en la actualidad se prepara con carne de vaca, cordero, cabra, pollo, cerdo o pescado. Suele ser tejido adiposo en la mayoría y aunque la palabra muchas veces suena idéntica o parezca serlo, no hay que confundir el pincho llamado kebab con la especie de albondiguilla cárnea llamada keppe, ya que el keppe suele basarse en carnes crudas picadas o molidas, aunque muy marinadas o maceradas. El kebab original va generalmente condimentado con una mezcla de numerosas especias (ras el hanout), que incluyen en su composición básica comino, orégano, cilantro, cúrcuma, alcaravea, pimentón, nuez moscada, cayena y canela. Toda esta mezcla de ingredientes es triturada y añadida en distintas proporciones, dependiendo del oficiante.

## Historia

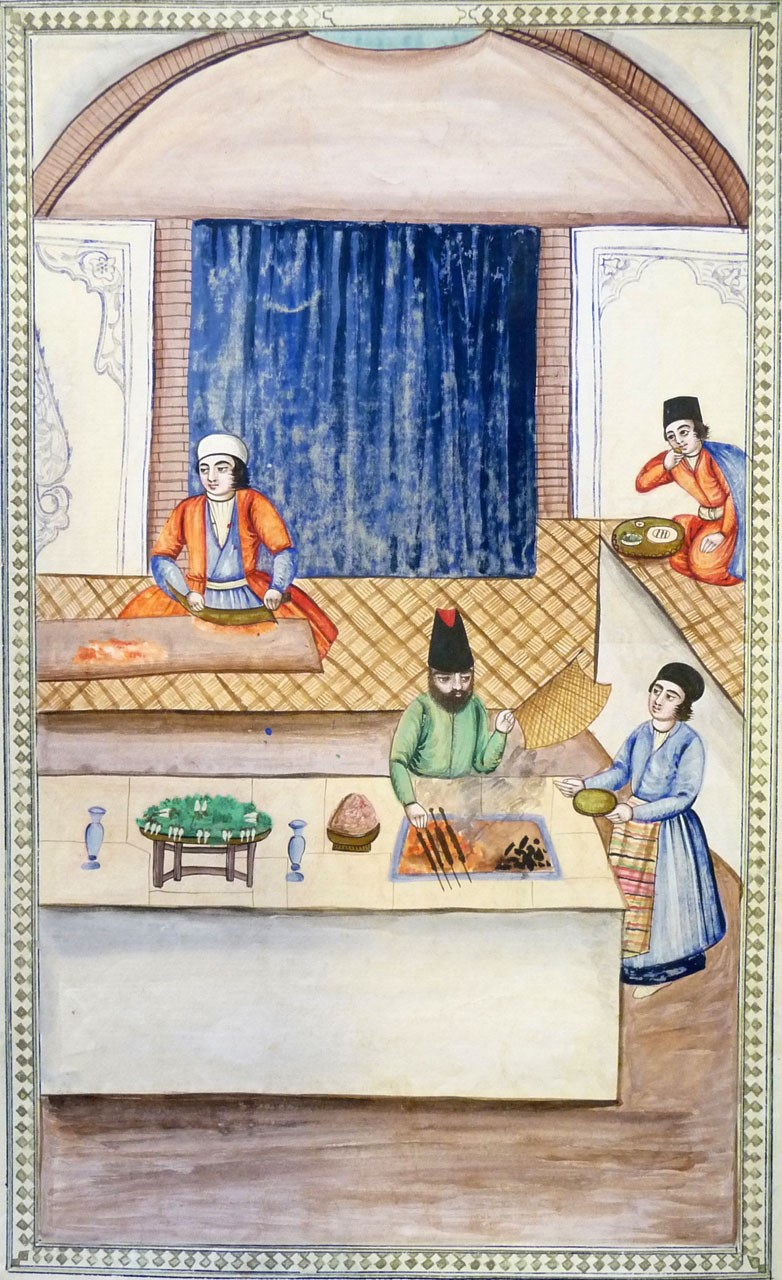
Un kebabforush (vendedor de kebab) a finales del Irán de la dinastía Qajar.

La historia de homínidos cocinando carne con fuego en Medio Oriente se remonta a hace 790.000 años, y la historia de los hogares prehistóricos, hornos de barro y huesos de animales quemados en Medio Oriente y Europa se remonta a hace 250.000 años. Las bases de hierro (para el horno) encontradas en la ciudad de Akrotiri en la civilización cretense se remontan al menos al siglo XVII a. C. Homero menciona trozos de carne asados en brochetas (ὀβελός) en su obra La Ilíada. En el Mahabharata, escrito en la antigua India, se mencionan grandes trozos de carne asada en brochetas. 
En el libro de cocina de Ibn Sayyar al-Warraq Kitab al-Tabikh (en árabe: كتاب الطبيخ‎), del siglo X, un compendio de gran parte del legado de la cocina de la Mesopotamia, la cocina persa y la cocina árabe, hay descripciones de kabāb como carne troceada, ya sea frita en una sartén o asada al fuego. 
Sin embargo, aunque la palabra kebab o shish kebab puede usarse a veces en inglés como un término culinario que se refiere a cualquier tipo de pequeños trozos de carne cocinados en una brocheta, kebab se asocia principalmente con una diversidad de platos de carne que se originaron en las cocinas medievales de Persia y Anatolia.   Aunque la palabra tiene orígenes antiguos, fue popularizada en Occidente por los turcos para referirse a esta gama de carnes a la parrilla y a la brasa, que pueden cocinarse en brochetas, pero también como guisos, albóndigas y otras formas.Esta cocina se ha extendido por todo el mundo, en paralelo a la influencia musulmana.  Según Ibn Battuta, un viajero marroquí, el kebab se servía en las casas reales durante el sultanato de Delhi (1206-1526 d. C.), e incluso los plebeyos lo degustaban en el desayuno con naan.  Los platos de kebab han sido adoptados e integrados con estilos e innovaciones culinarias locales, desde la ahora omnipresente comida rápida döner kebab, hasta las muchas variaciones del shish kebab, como los satays del Sudeste Asiático.
Es probable que la palabra kebab llegara al inglés a finales del siglo XVII a partir del árabe kabāb, en parte a través de la lengua indostánica, el persa y el turco.  Según el lingüista Sevan Nişanyan, la palabra turca kebap también deriva de la palabra árabe kabāb, que significa carne asada. Aparece en textos turcos ya en el siglo XIV, en Kyssa-i Yusuf (tdl. ‘la historia de José’), aunque todavía en su forma árabe. Nişanyan afirma que la palabra tiene el significado equivalente de 'freír, quemar' con kabābu en la antigua lengua acadia, y kbabā. כבבא en arameo. Por el contrario, el historiador de la alimentación Gil Marks afirma que los términos medievales árabe y turco fueron adoptados del persa kabab, que probablemente derivó del arameo.
El American Heritage Dictionary también da un probable origen semítico oriental con el significado de 'quemar', 'carbonizar' o 'asar', del arameo y el acadio. El Talmud de Babilonia ordena que las Ofrendas del templo no sean kabbaba (quemadas). (quemado). Estas palabras apuntan a un origen en la lengua protoafroasiática prehistórica: *kab-, quemar o asar.

## Etimología
El término kebab se introdujo al castellano y demás lenguas occidentales desde el  idioma persa كباب kbāb, posiblemente influenciado por su cognado turco kebap. Diversas fuentes indican que el término Este término persa significa asar y quemar. Sin embargo, el lingüista Nişanyan sostiene que kebab proviene del arameo, en el cual כבבא kbbʾ significa 'carne asada'. Esta palabra entró en el español antiguo a través de la lengua árabe,  en árabe : الکباب Al-Kabab que se introdujo en el español antiguo como «alquebabat» (alchiebabat), queriendo significar 'carne asada sobre las brasas'.

## Şiş kebap- variante turca

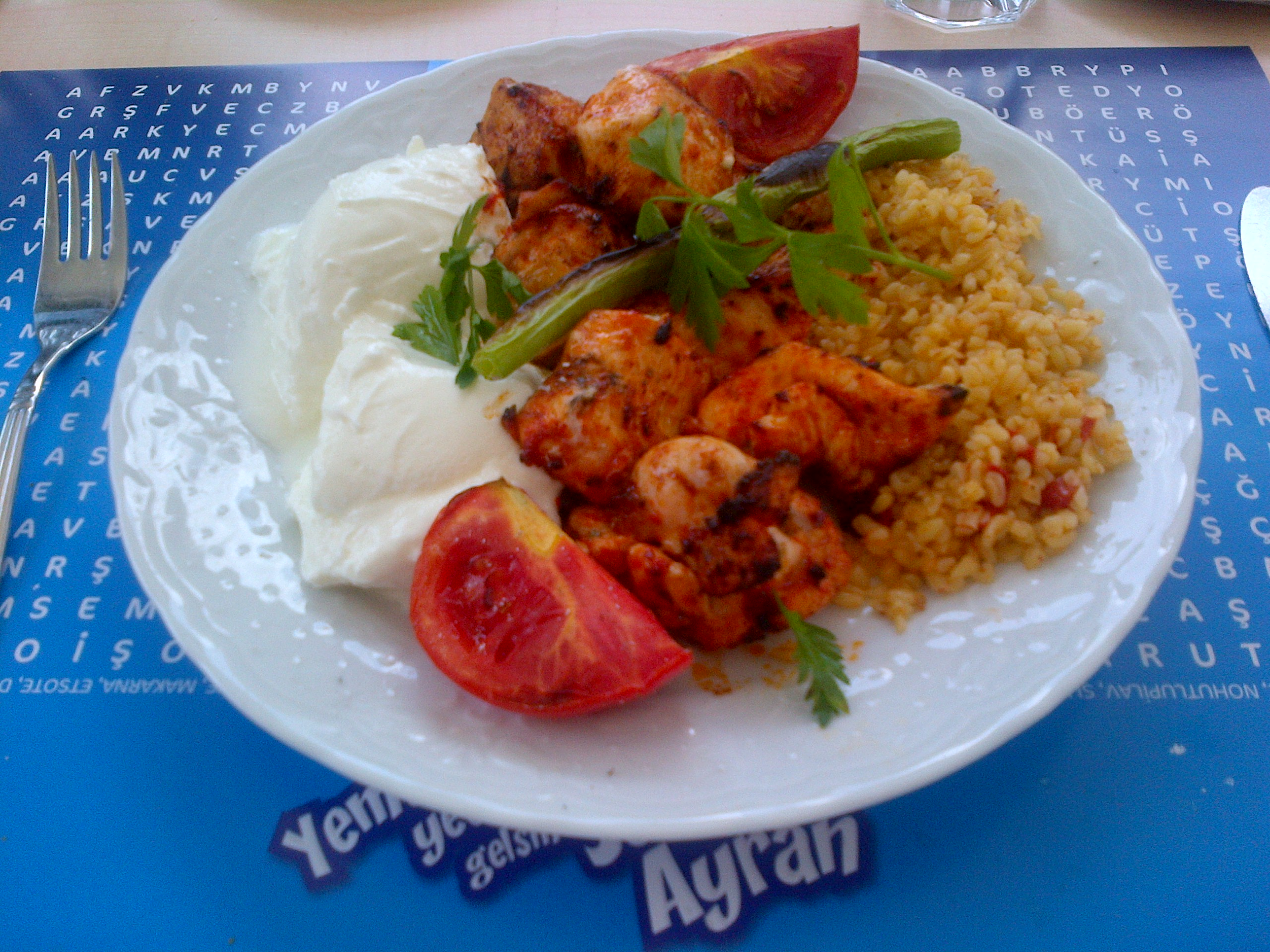
"Şiş tavuk" o "tavuk şiş" de la cocina turca.

El şiş kebap consiste en un palito de metal o madera con pequeños bloques de varios tipos de carne o pescado (especialmente pez espada) con o sin vegetales, que es asado en una parrilla. Se hacen de carne de ternera, oveja, cordero o pollo. Se preparan tanto en fierritos de metal como en palitos de madera. En esta última versión, en turco llamada Çöp şiş, los pedacitos de carne son más pequeños. Los vegetales empleados habitualmente son las berenjenas, el tomate, guindillas, zanahoria y últimamente también champiñones. Este plato se come acompañado del pan plano turco "pide".
Algunas variantes:

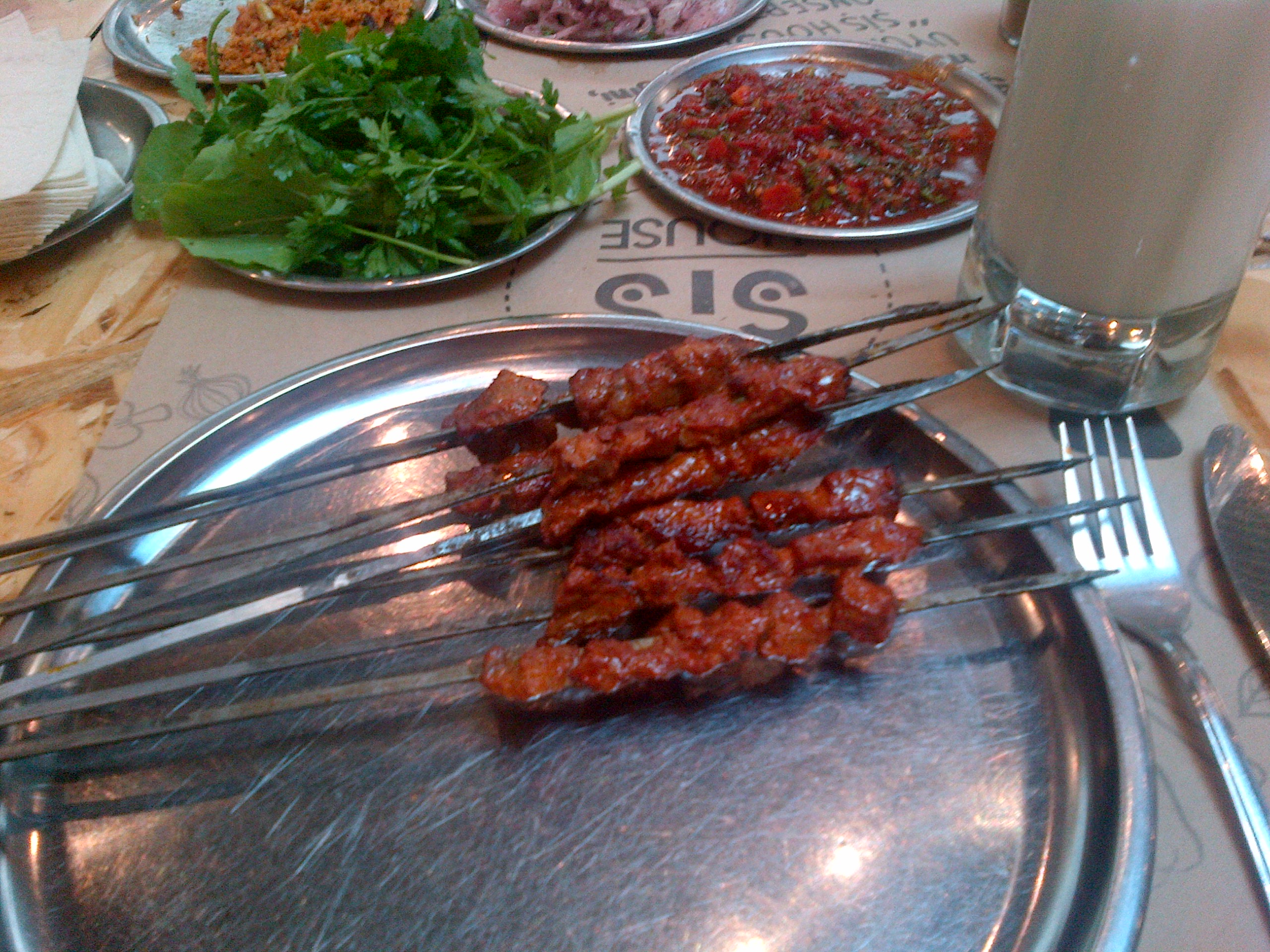
"Çöp şiş", de carne de ternera.

- Tavuk şiş - pollo marinado a la parrilla en un palito.
- Şiş (Shish) köfte - está hecho con albóndigas de ternera/cordero con hierbas, que a menudo incluyen perejil y menta, a la parrilla en un palito.
- Kılıç şiş - se hace con trozos de pez espada en vez de carne roja.

En Turquía hay varios platos más que llevan la denominación común de kebap, como, por ejemplo, Adana kebap o İskender Kebap.

## Shish kabab- iraní
En Irán hay muchos tipos de kebabs, como koobideh, barg, soltany, boryani, senjeh y shish kabab. Pueden estar hechos de cordero, pollo o ternera. Una de las últimas tendencias es cocinarlo también con pescado o pavo, lo cual excluye al tipo barg. La forma más común de servir estos kebabs en Irán es el chelo kabab (arroz y kebab), lo que incluye o la variedad koobideh o la barg, acompañada de tomates a la parrilla y arroz (algunas veces, con un suave sabor a azafrán).
Principales variantes:
- Kabab Koobideh[18] - (Persia). Ternera (frecuentemente lomo) a menudo mezclada con perejil y cebolla. Receta Archivado el 30 de octubre de 2020 en Wayback Machine.
- Kabab Barg - (Persia). Filete de lomo marinado a la parrilla. Receta Archivado el 15 de julio de 2011 en Wayback Machine.
- Kabab Soltani - (Persia). Combinación de kabab koobideh y kabab barg.
- Kabab Jujeh - (Persia). Pollo a la parrilla. Receta Archivado el 14 de octubre de 2007 en Wayback Machine.
- Kabab Chenjeh o Tajada Kebab del cordero - (Persia). Cordero a la parrilla preparado de forma similar al shish kabab, sin la verdura.
- Shishleek - (Persia). Láminas de cordero a la parrilla (a menudo muslos), suelen estar marinados.
- Kabab Bareh - (Persia). Cordero a la parrilla, a menudo marinado a la parrilla con perejil.
- Kebab Boryani
- Kebab Senjeh

## Döner kebab

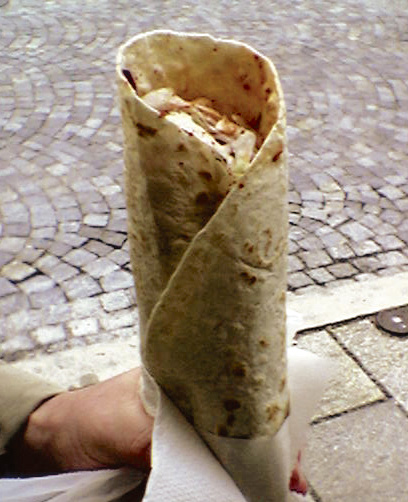
Bocadillo árabe con dürüm kebab. Este bocadillo se diferencia del döner por el uso de yufka, otro tipo de pan árabe, más parecido a una piadina italiana.

El método típico de cocinar el döner kebab es con un asador giratorio vertical.
La carne (normalmente de cordero, ternera o pollo, más barato, nunca de cerdo, ya que está prohibida por el Islam), cortada en rodajas, se moldea y se ensarta a través de la brocheta vertical para formar un gran cilindro que se va estrechando hacia abajo en la parte superior y en el que se ensartan las partes de grasa para evitar que la carne se ase demasiado y se seque al derretirse y escurrirse. A continuación, se hace girar el asador cerca de una fuente de calor, que solía consistir en brasas calientes colocadas en rejillas dispuestas verticalmente alrededor del asador y que hoy es, en cambio, una máquina especial que produce calor mediante resistencias eléctricas o quemadores de gas.
Antes de ser preparada y cocinada, la carne se sazona o marina; las hierbas o especias utilizadas varían según el lugar, y se puede encontrar una amplia gama de sabores mediterráneos: orégano, menta, guindilla, canela, comino, cilantro, vinagre, etc.
El corte de la carne procede desde el exterior del cilindro de carne, a medida que se va cocinando, hacia el interior, con un movimiento de abajo hacia arriba para asegurar que la grasa derretida que gotea de la parte superior permanezca lo más posible en la carne, impregnándola y evitando que se vuelva demasiado seca y dura mientras se tuesta. Antiguamente, el corte se realizaba manualmente con un cuchillo muy afilado, mientras que hoy en día se hace casi siempre con una máquina eléctrica con una cuchilla giratoria sobre el cilindro, que saca finas lonchas.
La carne así preparada se sirve dentro de bocadillos y piadinas o se coloca en un plato. Tradicionalmente, se utiliza pan árabe para el sándwich. Se añaden verduras mixtas y diversas salsas como aderezos: las más tradicionales son la harissa picante, el hummus de garbanzos y tahini (pasta de sésamo) y el tzatziki de yogur y ajo. Sin embargo, pronto los vendedores empezaron a ofrecer también salsas como la barbacoa, la mayonesa o el ketchup para satisfacer la demanda de los clientes occidentales.
En Europa, esta especialidad encontró una particular popularidad en la ciudad de Berlín gracias a Kadir Nurman, considerado el inventor del bocadillo comúnmente conocido como kebab. La capital alemana es famosa por el especial sabor y la asequibilidad de su döner. Este desarrollo y difusión se ha visto facilitado por el gran número de inmigrantes turcos (no sólo en la capital, sino en toda Alemania Occidental) que suelen regentar los numerosos imbiss ('quioscos') de la ciudad.

## Imágenes
|                                              |
| Kebab para un döner en un restaurante turco. |

|                                                   |
| Trozos de esturión siendo asados en Turkmenistán. |